# 711 (szám)
A 711 (római számmal: DCCXI) egy természetes szám.

## A szám a matematikában
A tízes számrendszerbeli 711-es a kettes számrendszerben 1011000111, a nyolcas számrendszerben 1307, a tizenhatos számrendszerben 2C7 alakban írható fel.
A 711 páratlan szám, összetett szám, kanonikus alakban a 32 · 791 szorzattal, normálalakban a 7,11 · 102 szorzattal írható fel. Hat osztója van a természetes számok halmazán, ezek növekvő sorrendben: 1, 3, 9, 79, 237 és 711.
A 711 négyzete 505 521, köbe 359 425 431, négyzetgyöke 26,66458, köbgyöke 8,92531, reciproka 0,0014065. A 711 egység sugarú kör kerülete 4467,34475 egység, területe 1 588 141,060 területegység; a 711 egység sugarú gömb térfogata 1 505 557 724,7 térfogategység.